# HD 40307 g

Plakat NASA

HD 40307 g – planeta pozasłoneczna najprawdopodobniej typu superziemia, orbitująca wokół gwiazdy HD 40307. Odkryta została w 2012 metodą pomiaru zmian prędkości radialnej przy pomocy urządzenia HARPS należącego do Europejskiego Obserwatorium Południowego (ESO). Masa planety wynosi przynajmniej 7,1 masy Ziemi, krąży ona w ekosferze gwiazdy.